# Gallus varius
Galo-verde ou galo-de-java (Gallus varius) é uma ave da família Phasianidae pertencente ao género Gallus e da ordem dos galliformes. Esta ave também é conhecida como ave selvagem javanesa, forktail ou ave selvagem javanesa verde. A hibridização com frango doméstico também foi relatada. É uma ave de tamanho médio (até 75 cm de comprimento) da família dos faisões Phasianidae. A sua crista invulgar tem: rosa, roxo, vermelho, azul e amarelo como cores. A espécie normalmente é encontrada na Indonésia nas ilhas de Java, Komodo, Lombok.

## Descrição
A coloração das aves selvagens é sexualmente dimórfica. O macho difere-se da fêmea pela coloração, ele tem uma coloração mais chamativa e pelo tamanho onde ele é um pouco maior. A plumagem do macho é escura e enegrecida à distância. Uma visão mais próxima revela um manto iridescente de escamas brilhantes que lembra em cor e padrão aquelas vistas no peru. Plumas especializadas que emolduram a garganta do macho da ave são altamente reflexivas de luz e aparecem violeta nas bordas proximas, azul celeste nas bordas distais. As coberturas menores da asa são de um laranja queimado com centros pretos bronzeados. As bordas distais das coberturas secundárias maiores são ocres vivas.
O peito e as regiões ventrais são de uma cor preta densa e que absorve luz. Elas exibem um centro azul-gelo e um roxo-rosado nas bordas da sua crista. Exibe o vermelho comum  e um amarelo elétrico na barbela. A fêmea é castanha com penas verdes ocasionais e não tem crista.

## Distribuição e habitat
Os Galos de Java são endêmicos de Java como sugere o nome, Bali, Lombok, Komodo, Flores, Rinca e pequenas ilhas que ligam Java a Flores, na Indonésia. Foi introduzido nas Ilhas Cocos (Keeling), onde existe uma pequena população selvagem. É encontrado a partir de uma altitude natural de 0–2.000 m em florestas úmidas subtropicais/tropicais de planície, matagais e terras aráveis, e tem sido visto voando de ilha em ilha na sua área de distribuição nativa, onde vive e se reproduz ao longo de áreas costeiras.

## Comportamento
Esta espécie geralmente vive em grupos de dois a cinco na natureza, liderados por um macho dominante, que leva os outros para alimentar, beber e depois de volta para a cobertura da floresta. À noite, eles empoleiram-se em bambu, a 4,5 a 6 metros acima do solo da floresta. Na época de reprodução, os machos dominantes em cada bando são desafiados por outros machos sem bandos. Os dois machos batem as asas e cantam alto enquanto lutam entre si com as esporas.

## Relacionamento com humanos
Estas aves selvagens estão a ser cada vez mais mantidas em cativeiro à medida que sua diversidade genética está a desaparecer. Isso ocorre porque muitas pessoas criam essas aves com galinhas domésticas, produzindo um híbrido conhecido como bekisar. O bekisar tornou-se muito popular na província de Java Oriental e tornou-se um mascote da região. Um estudo genético recente revelou evidências de hibridização genética introgressiva destas aves selvagens com galinhas domésticas.

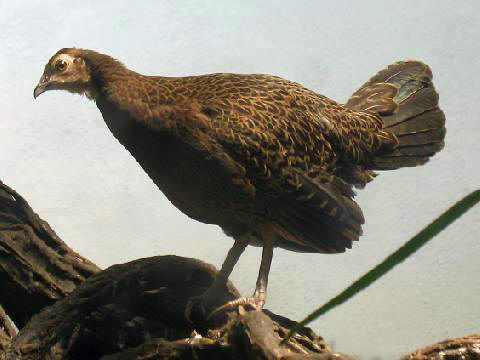
Fêmea de Green junglefowl

As aves selvagens verdes em cativeiro requerem aviários aquecidos com muita folhagem e cobertura devido à sua natureza tímida. Esta ave também é conhecida há muito tempo como animal de estimação por sua beleza e canto único.

## Alimentação
Estas aves tem uma alimentação variada incluindo grãos e sementes, além de frutas, brotos, tubérculos e insetos. 

## O interesse de Darwin
Os híbridos entre a ave selvagem verde (Gallus varius) e a galinha doméstica (Gallus gallus domesticus) confundiram vários ornitólogos do século XIX. A plumagem desses híbridos é tão diferente das cores e padrões de qualquer uma das espécies-mãe que eles foram considerados espécies distintas. O naturalista e biólogo inglês Charles Darwin (1809-1882) quis entender se eram híbridos ou espécies, como parte de sua pesquisa sobre a origem da galinha doméstica. A sua opinião era que essas galinhas tinham um único ancestral selvagem, a ave selvagem vermelha (Gallus gallus).

## Estado e conservação
Os Galos verdes são avaliados como menos preocupantes na Lista Vermelha de Espécies Ameaçadas da IUCN
- Referências

1. ↑  «Galo verde». Consultado em 23 de setembro de 2014
2. ↑  «Phasianidae». Aves do Mundo. 26 de dezembro de 2021. Consultado em 5 de abril de 2024
3. ↑  Paixão, Paulo (Verão de 2021). «Os Nomes Portugueses das Aves de Todo o Mundo» (PDF) 2.ª ed. A Folha — Boletim da língua portuguesa nas instituições europeias. ISSN 1830-7809. Consultado em 5 de abril de 2024. Cópia arquivada (PDF) em 23 de abril de 2022
4. ↑  Grouw, Hein van & Dekkers, Wim (2019). Various Gallus varius hybrids: variation in junglefowl and Darwin’s interest in them. Bulletin of the British Ornithologists’ Club (London), 139 (4), 355-371.

Taxonomic Serial:Gallus varius(em inglês)
- Seus cantos e localização
- Informações do Gallus varius(em inglês)